# Таранд, Андрес
Андрес Таранд (эст. Andres Tarand; род. 11 января 1940, Таллин) — эстонский государственный деятель. Премьер-министр Эстонии в 1994—1995 годах.

## Биография
В 1980 году подписал «Письмо сорока» — воззвание сорока эстонских интеллектуалов против политики русификации в Эстонской ССР.
Вошёл в составленный в 1999 году по результатам письменного и онлайн-голосования список 100 великих деятелей Эстонии XX века.
В 2004—2009 годах — член Европейского парламента от Социал-демократической партии Эстонии.

## Награды
- Орден Белой звезды I класса (6 февраля 2006)[2]
- Орден Государственного герба II класса (2 февраля 2001)[3]
- Командор ордена Почётного легиона (Франция, 28 июля 2001)[4]